# Käthe von Nagy
Käthe von Nagy (* 4 de abril de 1904 en Szabadka, Subotica como Ekaterina Nagy von Cziser ; † 20 de diciembre de 1973 en Los Ángeles, EUA) fue una actriz húngara de relevante actuación en el cine alemán mudo y luego sonoro durante la República de Weimar y el Tercer Reich en los estudios UFA y en Francia.

## Biografía
Käthe von Nagy, era hija de un banquero y fue enviada a estudiar a Viena al convento de Santa Chrisitiana.
Había estudiado actuación y danza en Budapest y se mudó a en Berlín,  dondefue corresponsal del diario húngaro Pesti Hírlap y en 1927 debutó en cine en "Männer vor der Ehe", trabajó en varias películas mudas y debutó en 1930 en el film sonoro Der Andere.
Desde 1931 trabajó en varias películas de los estudios UFA como por ejemplo, para Kurt Gerron y para Hans Albers), y en varios films de propaganda del nacionalsocialismo.  Incluyeron actuaciones junto a Brigitte Horney),  Beniamino Gigli, y Gustav Fröhlich.
Hizo varias películas en francés.
Käthe von Nagy, estuvo casada primero con el director Constantin J. David y luego con el francés Jacques Fattini.
Murió de cáncer en Los Angeles.

## Filmografía
- Männer vor der Ehe (1927)
- Der Anwalt des Herzens (Wilhelm Thiele, 1927)
- Gustav Mond ... Du gehst so stille (1927) – Frieda Krause
- Das brennende Schiff/Le bateau de verre (1927) – Anni
- Die Sandgräfin (1927)
- Die Durchgängerin (Hanns Schwarz, 1927/28) – Ilsebill
- Die Königin seines Herzens (1927/28)
- Die Republik der Backfische (1928)
- Der Weg durch die Nacht (1929)
- Rotaie (Italien 1929) – Mädchen
- Mascottchen (Felix Basch, 1928/29) – Margot
- Aufruhr im Junggesellenheim (1929) – Käthe
- Die kleine Veronika/ Unschuld (1929)
- Ihre Majestät die Liebe (1930) – Lia Török
- Gaukler/Les saltimbanques (Italien/Frankreich 1930)
- Der Andere (Robert Wiene, 1930)
- Ronny (1931; französische Version)
- Meine Frau, die Hochstaplerin (Kurt Gerron, 1931) – Jutta Bergmann
- Ihre Hoheit befiehlt (Hanns Schwarz, 1931)
- Le capitaine Craddock (1931)
- Das schöne Abenteuer/La belle aventure (1932)
- Der Sieger/Le veinqueur (Hans Hinrich, Paul Martin, 1931/32)
- Ich bei Tag und Du bei Nacht/A moi le jour, à toi la nuit (Ludwig Berger, 1932)
- Un jour viendra (1933)
- Au bout du monde (1933)
- Flüchtlinge (Gustav Ucicky, 1933) – Kristja
- Nuit de mai (1934)
- Der junge Baron Neuhaus (Gustav Ucicky, 1934) – Christl Palm
- La jeune fille d'une nuit (1934)
- Einmal eine große Dame sein (Gerhard Lamprecht, 1933/34)
- Die Töchter Ihrer Exzellenz (1934) – Gerti von Petrin
- Die Freundin eines großen Mannes (Paul Wegener, 1934) – Marga Köhler
- Prinzessin Turandot/Turandot. Princesse de Chine (1934) – Prinzessin Turandot
- Liebe, Tod und Teufel/Le diable en bouteille (Heinz Hilpert, Reinhart Steinbicker, 1934/36)
- Die Pompadour (Willy Schmidt-Gentner, 1935) – Marquise de Pompadour
- La route impériale (Frankreich 1935)
- Ave Maria (Johannes Riemann, 1936)
- La Bataille silencieuse (1937)
- Cargaison blanche (1937)
- Finale/Die unruhigen Mädchen (Geza von Bolvary,  1937/38)
- Nuits de princes (1938)
- Am seidenen Faden (Robert A. Stemmle, 1938) – Lissy Eickhoff
- Unsere kleine Frau/Mia moglie si diverte (Paul Verhoeven (I).
- Accord final (1938)
- Salonwagen E 417 (Paul Verhoeven (I), 1938/39) – Baroness Ursula
- Renate im Quartett (1939) – Renate Schmidt
- Mahlia la métisse 1943)
- Alarm in St. Juano/Cargaison clandestine (1948)
- Die Försterchristl ( 1952)

## Biografía
- AROS. Käthe von Nagy. Berlin: Scherl, 1932. ISBN SW 68